# Lachnellula gallica
Lachnellula gallica är en svampart som tillhör divisionen sporsäcksvampar, och som först beskrevs av Petter Adolf Karsten och Paul Auguste Hariot, och fick sitt nu gällande namn av Richard William George Dennis. Lachnellula gallica ingår i släktet Lachnellula, och familjen Hyaloscyphaceae. Arten är reproducerande i Sverige.